# Tisdale (ville)
Pour les articles homonymes, voir Tisdale.
Tisdale est une municipalité de 2 962 habitants fondée en 1904 qui se situe à la jonction de l'autoroute 35 et de l'autoroute 3 au nord-est de la Saskatchewan, au Canada.

## Démographie
| 2001  | 2006  | 2011  | 2016  |
| ----- | ----- | ----- | ----- |
| 3 063 | 2 981 | 3 180 | 3 235 |

| 2021  | - | - | - |
| ----- | - | - | - |
| 2 962 | - | - | - |